# Гіоргі Чакветадзе
Гіоргі Чакветадзе (груз. გიორგი ჩაკვეტაძე, нар. 29 серпня 1999, Тбілісі) — грузинський футболіст, півзахисник клубу «Гент» та національної збірної Грузії. На умовах оренди виступає за англійський «Вотфорд».

## Клубна кар'єра
Народився 29 серпня 1999 року в місті Тбілісі. Вихованець юнацької команди «Норчі Дінамоелі», з 2010 року грав у юнацькій команді тбіліського «Динамо». З 2016 року Чакветадзе грає за основну команду «Динамо», дебютував у команді 18 листопада 2016 року в матчі чемпіонату країни проти тбіліського «Локомотива». Протягом сезону зіграв за тбіліських динамівців 29 матчів у чемпіонаті країни, в яких відзначився 5 забитими м'ячами.
Улітку 2017 року Гіоргі Чакветадзе став гравцем бельгійського клубу «Гент». До кінця 2021 року зіграв за команду з Гента 50 матчів у національному чемпіонаті. На початку 2022 року керівництво бельгійського клубу віддало грузинського футболіста в оренду до німецького клубу «Гамбург». Із середини 2022 року Чакветадзе грає в оренді в словацькому клубі «Слован» (Братислава).
У липні 2023 року Чакветадзе перейшов до «Уотфорда» на правах річної оренди.

## Виступи за збірні
2015 року Гіоргі Чакветадзе дебютував у складі юнацької збірної Грузії (U-17), загалом на юнацькому рівні взяв участь у 39 іграх, відзначившись 6 забитими голами.
2017 року залучався до складу молодіжної збірної Грузії. На молодіжному рівні зіграв у 3 офіційних матчах.
2018 року Гіоргі Чакветадзе дебютував в офіційних матчах у складі національної збірної Грузії. У національній збірній у 14 проведених матчах футболіст зумів відзначитись 5 забитими м'ячами.
| Дата       | Місто            | Господарі | Результат | Гості              | Турнір                               | Голи | Примітки |
| ---------- | ---------------- | --------- | --------- | ------------------ | ------------------------------------ | ---- | -------- |
| 24-3-2018  | Тбілісі          | Грузія    | 4 – 0     | Литва              | товариський матч                     | 1    | 69'      |
| 6-9-2018   | Астана           | Казахстан | 0 – 2     | Грузія             | Ліга націй УЄФА 2018-2019 - 1-й етап | 1    | 75'      |
| 9-9-2018   | Тбілісі          | Грузія    | 1 – 0     | Латвія             | Ліга націй УЄФА 2018-2019 - 1-й етап | -    | 85'      |
| 13-10-2018 | Тбілісі          | Грузія    | 3 – 0     | Андорра            | Ліга націй УЄФА 2018-2019 - 1-й етап | -    | 90'      |
| 16-10-2018 | Рига             | Латвія    | 0 – 3     | Грузія             | Ліга націй УЄФА 2018-2019 - 1-й етап | 1    | 89'      |
| 15-11-2018 | Андорра-ла-Велья | Андорра   | 1 – 1     | Грузія             | Ліга націй УЄФА 2018-2019 - 1-й етап | 1    |          |
| 19-11-2018 | Тбілісі          | Грузія    | 2 – 1     | Казахстан          | Ліга націй УЄФА 2018-2019 - 1-й етап | 1    | 90+3'    |
| 5-9-2020   | Таллінн          | Естонія   | 0 – 1     | Грузія             | Ліга націй УЄФА 2020-2021 - 1-й етап | -    | 78'      |
| 8-9-2020   | Тбілісі          | Грузія    | 1 – 1     | Північна Македонія | Ліга націй УЄФА 2020-2021 - 1-й етап | -    | 62'      |
| 2-9-2021   | Батумі           | Грузія    | 0 – 1     | Косово             | Відбір до ЧС 2022                    | -    | 77'      |
| 5-9-2021   | Бадахос          | Іспанія   | 4 – 0     | Грузія             | Відбір до ЧС 2022                    | -    | 69'      |
| 8-9-2021   | Софія            | Болгарія  | 4 – 1     | Грузія             | товариський матч                     | -    | 59'      |
| 9-10-2021  | Батумі           | Грузія    | 0 – 2     | Греція             | Відбір до ЧС 2022                    | -    | 60'      |
| 2-6-2022   | Тбілісі          | Грузія    | 4 – 0     | Гібралтар          | Ліга націй УЄФА 2022-2023 - 1-й етап | -    | 36' 78'  |
| Усього     |                  | Матчів    | 14        |                    | Голів                                | 5    |          |

## Титули і досягнення
- Чемпіон Словаччини (1):

«Слован»: 2022-23
- Кубок Бельгії (1):

«Гент»: 2021-22
- Футболіст року у Грузії: 2018